# Helium (Kurzfilm)
Helium ist ein dänischer Kurzfilm von Anders Walter aus dem Jahr 2014. Der Film wurde im selben Jahr für einen Oscar in der Kategorie „Bester Kurzfilm“ nominiert und am 2. März 2014 mit der Trophäe ausgezeichnet.

## Handlung
Alfred ist ein Junge, der an einer unheilbaren Krankheit leidet und sich in einem Krankenhaus befindet. Dort lernt er den Raumpfleger Enzo kennen, während dieser seiner Arbeit nachgeht. Zwischen den beiden entwickelt sich eine Freundschaft und Enzo beginnt dem Jungen eine Geschichte über Helium, als schöne und spannende Alternative zum Leben nach dem Tod im Himmel, zu erzählen. Enzo erzählt Alfred, dass man Helium nur mit einem Luftschiff erreichen könne. Das Luftschiff werde ihn aber an seinem aus einem roten Luftballon geknoteten Hund erkennen und ihn mitnehmen.
Alfreds Krankheit verschlechtert sich und er wird in eine andere Abteilung im Krankenhaus verlegt, zu der Enzo keinen Zugang hat. Enzo schleicht sich dennoch zu ihm. Er wird dabei erwischt und ihm wird weiterhin der Zutritt untersagt. Im Gespräch mit Sonja, einer Krankenschwester, macht Enzo sich Vorwürfe, da er dem Jungen Lügen erzählt habe. Sonja erwidert jedoch, dass Enzo dem Jungen Hoffnung gegeben habe.
Da Enzo Alfred nicht in seiner Abteilung besuchen kann, schreibt er das Ende der Geschichte nieder und vereinbart mit Sonja, dass sie Alfred dieses vorlesen werde. Als sie dazu ansetzt, entscheidet sie sich anders und gewährt Enzo Zutritt zu der Abteilung, damit er Alfred das Ende der Geschichte selbst erzählen kann.
Alfred will wissen, wie er das Luftschiff betreten könne, bei Enzos Antwort wechselt die Kamera in die Sicht Alfreds. Ohne Worte steigt Alfred angezogen aus dem Bett und geht zum Fenster. Dort wartet ein riesiges Luftschiff auf ihn. Er geht über eine Planke aus dem Krankenhaus auf dieses zu, steigt ein und fliegt davon. Alfred sieht während seines Vorbeiflugs, dass in vielen Fenstern des Krankenhauses rote aus Luftballons geknotete Hunde stehen.

## Auszeichnung
- 2014: Oscar in der Kategorie „Bester Kurzfilm“